# Сент Хилари (Минесота)
Сент Хилари (енгл. St. Hilaire) град је у америчкој савезној држави Минесота.

## Демографија
По попису из 2010. године број становника је 279, што је 7 (2,6%) становника више него 2000. године.
| Група             | 2000.       | 2010.       |
| Белци             | 268 (98,5%) | 273 (97,8%) |
| Афроамериканци    | 0 (0,0%)    | 0 (0,0%)    |
| Азијати           | 0 (0,0%)    | 0 (0,0%)    |
| Хиспаноамериканци | 0 (0,0%)    | 4 (1,4%)    |
| Укупно            | 272         | 279         |